# Psicologia baseada em evidências
A psicologia baseada em evidências consiste na aplicação da prática baseada em evidências na Psicologia. A prática baseada em evidências vem se popularizado na área da saúde desde a segunda metade do séc. XX e vem se destacado sobretudo na Medicina.
De acordo com o relatório da Associação Americana de Psicologia (APA), publicado em 2006, a prática baseada em evidências na Psicologia (ou simplesmente Psicologia baseada em evidências) pode ser definida como um "[...] processo individualizado de tomada de decisão clínica que ocorre por meio da integração da melhor evidência disponível com a perícia clínica no contexto das características, cultura e preferências do cliente". Desse modo, é proposto que uma intervenção clínica deve passar por um processo de individualização a partir da integração de três pilares: as melhores evidências disponíveis, perícia profissional e subjetividade do paciente.
 

Ainda há resistência quanto à legitimidade da prática baseada em evidências na Psicologia e os princípios epistêmicos subjacentes à prática da psicologia seguem atualmente em disputa.